# 新門司マリーナ
新門司マリーナ（しんもじマリーナ）は、福岡県北九州市門司区新門司北の周防灘に面するヨットハーバー。国土交通省よりしんもじ海の駅として登録されている。

## 概要
北九州市におけるマリンレジャーの拠点として整備され、1991年（平成3年）8月にオープンした。運営はECLエージェンシー株式会社および株式会社ササキコーポレーション（宇部市）が行っている。
北九州港の新門司地区に位置し、周辺は物流拠点「マリナクロス新門司」となっている。敷地内には結婚式場「海と太陽の教会」とレストランが併設されていたが、2015年6月にて営業終了。その跡には近くに練習拠点を構える地元のJリーグクラブ・ギラヴァンツ北九州がクラブハウスを移設し、共同利用している。

### データ
以下は2017年1月現在のデータである。
- 所在地：福岡県北九州市門司区新門司北二丁目1番地
- 全体面積：7.9ha
  - うちマリーナ敷地：5.2ha（水域）、2.7ha（陸域）
- 保管能力
  - 海上艇置：82隻分
  - 陸上艇置：220隻分
  - ディンギー：50隻分
- 付帯施設
  - クラブハウス - メンバーズルーム
    - レストラン（「アーネストムーン」）、マリーンショップ、シャワー、ロッカールーム。

  - ハーバーオフィス - 給油、上下架受付。
  - 修理工場 - 30フィートクラス、2隻収容
  - 上下架施設 - 30トン（レールウインチ）、7トン（テルハ式クレーン）
  - 給油施設 - 20キロリットルタンク（軽油・レギュラー・ハイオク）
- ギラヴァンツ北九州クラブハウス（マリーナとの共同利用）

### 過去の入居施設
- 結婚式場「海と太陽の教会」（レストランと教会は株式会社千草が運営）

## 沿革
- 1991年（平成3年）8月 - 開業
- 1999年（平成11年）9月 - 台風18号により被害を受ける[3]。同年、海と太陽の教会・レストランオープン[4]。
- 2004年（平成16年）3月 - 開業時の運営会社である新門司マリーナ株式会社を解散、同社の事業を北九州埠頭株式会社に営業譲渡[5]。
- 2015年（平成27年）6月 - 「海と太陽の教会」・レストランが営業終了。
- 2016年（平成28年） - ギラヴァンツ北九州が「海と太陽の教会」・レストラン跡をクラブハウスとして利用開始。
- 2023年（令和5年）4月 - 新門司港直背後の産業団地「マリナクロス新門司」にて中古車輸出サポート事業を手掛けるECLエージェンシー株式会社が北九州埠頭株式会社から営業譲渡により運営会社となる。

## 交通アクセス
- 九州自動車道新門司インターチェンジより車で5分